# Ein Kerem
Ein Kerem (héberül: עֵין כֶּרֶם, Ein Kerem, arabul: عين كارم, Ayn Kārim) ókori település a történelmi Jeruzsálemtől délnyugatra, ma a város határain belül.
A hagyomány szerint itt született Keresztelő János, és itt történt Mária látogatása Erzsébetnél, ezért népszerű zarándokhely.

## Közlekedés
A jeruzsálemi villamos 2011-ben átadott 1-es (piros) vonalát a tervek szerint meghosszabbítják Ein Kerem felé, a Hadassah kórházig.

## Fordítás
- Ez a szócikk részben vagy egészben az Ein Karem című angol Wikipédia-szócikk ezen változatának fordításán alapul.  Az eredeti cikk szerkesztőit annak laptörténete sorolja fel. Ez a jelzés csupán a megfogalmazás eredetét és a szerzői jogokat jelzi, nem szolgál a cikkben szereplő információk forrásmegjelöléseként.